# Baicalellia daftpunka
Espèce
Baicalellia daftpunka est une espèce marine de ver plat appartenant au genre Baicalellia, et un membre de la famille des Provorticidae et de l'ordre des Rhabdocoela.
Son nom d'espèce daftpunka provient de la similitude de forme entre son stylet (en) et le casque des membres du groupe Daft Punk.

## Systématique
Le nom scientifique complet (avec auteur) de ce taxon est Baicalellia daftpunka Stephenson, Van Steenkiste & Leander, 2019.

## Publication originale
(en + fr + de) India Stephenson, Niels W. L. Van Steenkiste et Brian S. Leander, « Molecular phylogeny of neodalyellid flatworms (Rhabdocoela), including three new species from British Columbia », Journal of Zoological Systematics and Evolutionary Research, Wiley-Blackwell,‎ 10 août 2018 (ISSN 0947-5745 et 1439-0469, OCLC 45232394, DOI 10.1111/JZS.12243).